# VK Šibenik NCP
El VK Šibenik NCP es un club croata de waterpolo en la ciudad de Šibenik.

## Historia
No se sabe la fecha exacta de la fundación del club, pero el primer partido de waterpolo se jugó el 6 de agosto de 1924.
La temporada 2006/07 llega a la final de la copa LEN.